# 358 a.C.
Il 358 a.C. (CCCLVIII a.C. in numeri romani) è un anno  del IV secolo a.C.

## Eventi
- Roma
  - Consoli Gaio Fabio Ambusto e Gaio Plauzio Proculo
  - Dittatore Gaio Sulpicio Petico
  - I romani sconfiggono i Galli
  - Viene ricostituita la Lega Latina con a capo Roma.

## Nati
- Seleuco I Nicatore, fondatore della Dinastia seleucide

## Morti
- Alessandro di Fere, sovrano
- Artaserse II di Persia, re egizio (n. 452 a.C.)
- Bardylis, re (n. 448 a.C.)
- Coti I, sovrano
- Ostane, persiano